# Bertkauia
Bertkauia är ett släkte av insekter som beskrevs av Hermann Julius Kolbe 1882. Bertkauia ingår i familjen dunhornstövsländor.
Bertkauia är enda släktet i familjen dunhornstövsländor.
Kladogram enligt Catalogue of Life och Dyntaxa:
| Bertkauia | \| \| Bertkauia crosbyana \| \| \| \| \| \| Bertkauia lepicidinaria \| \| \| \| \| \| skuggstövslända \| \| \| \| |
|           | \| \| Bertkauia crosbyana \| \| \| \| \| \| Bertkauia lepicidinaria \| \| \| \| \| \| skuggstövslända \| \| \| \| |
|           | Bertkauia crosbyana                                                                                               |
|           | |
|           | Bertkauia lepicidinaria                                                                                           |
|           | |
|           | skuggstövslända                                                                                                   |
|           | |